# Los Demonios Mayores
Los Demonios Mayores es la denominación que reciben los tres enemigos principales del videojuego Diablo II. Son los que representan el mal que el héroe debe derrotar. Son tres demonios hermanos, a los que se les dio caza una vez, pero solo consiguieron encerrar a dos. El tercero, el hermano menor, Diablo, se escapó y se guarneció bajo una catedral en un pueblo del oeste. Allí fue donde comenzó su historia, en el primer videojuego de la saga de Blizzard Entertainment, Diablo. Finalmente Diablo fue encerrado en su Piedra del Alma por un héroe que consiguió derrotarlo. En este punto empezó la historia del segundo videojuego que transcurre bajo el argumento de que Diablo viaja hacia el este en busca de la liberación de sus hermanos.

## Diablo

### Historia
Comienza en Diablo, en donde él, el Señor del Terror, se encontraba debajo de la catedral de Tristán, en sus catacumbas. Se encontraba allí escondido por la caza que les habían dado a él y sus dos hermanos los Horadrim y Tyrael. Desde allí abajo invocaba demonios y mataba a los héroes que se aventuraban en busca de lo que sucedía. Cuando por fin un héroe lo derrotó, este tuvo que clavarse La Piedra del Alma en la frente para poder luchar y retenerlo dentro de su cuerpo por el resto de sus días. Aun así, eso no fue suficiente para detenerlo y Diablo fue poseyéndolo mientras se dirigía hacia el este por el mundo de Santuario, siempre en compañía de Marius. 
A los pocos días por donde él pasaba, una horda de demonios invadió los lugares. Arrasaron Tristán, El Campamento de las Arpías y Lut-Gholein. Allí rescató al primero de sus hermanos, Baal, con ayuda involuntaria de Marius. Prosiguió su camino al este hasta llegar a Kurast, en donde rescató a su hermano, Mefisto.

### Rol
En el juego, se encuentra en el Acto IV, al final del Infierno. Para llegar hasta él hay que abrir cinco sellos que lo protegen del que surgen huestes de monstruos. Una vez que están todos los demonios del santuario muertos, Diablo hace aparición en el centro de este dentro de una estrella de cinco puntas rodeada dentro de un círculo.

### Realidad
Diablo, está inspirado como su nombre indica en Diablo, Satanás, Lucifer, etc. Representante del mal y la maldad y que en el juego, como en la biblia, es un ángel caído que se rebeló contra el cielo para gobernar la tierra.

## Baal

### Historia
A Baal, el Señor de la Destrucción, lo apresaron en la joya del desierto, Lut Gholein, y lo encerraron en una de las siete tumbas. La Piedra del Alma que lo poseyó no era lo suficientemente poderosa y Tal-Rasha, el líder de los Horadrim, decidió voluntariamente quedarse luchando con él para toda la eternidad. En un acto de valor, sus compañeros le clavaron la piedra de Baal en el corazón y lo encadenaron a una piedra tallada de runas y lo encerraron en la tumba como su líder había dicho.
Su rescate viene con la llegada del vagabundo, poseído por Diablo y en compañía de Marius. Cuando llega Diablo a liberar a su hermano, arrancándole la piedra del corazón, Tyrael hace su aparición y se lo impide. Mientras ellos dos luchan, Marius libera a Tal-Rasha sacándole la piedra del alma de Baal. Encarado por Tyrael, Marius parte hacia el infierno, con órdenes de destruir la piedra del alma de Baal.
Después de esto viaja con Diablo hacia Kurast, en busca de Mefisto. Después de la reunión, se dirige en busca de Marius para conseguir la piedra y evitar que la destruyan y hacerse él con su poder.

### Rol
Se encuentra en el Acto V, en Harrogath, en el Mundo de Piedra. Cuando se llega a la habitación en la que se encuentra, envía a varias huestes de monstruos de diferentes actos y en su orden. Hasta llegar al quinto, que son sus esbirros. Después de derrotarlos, Baal se adentra en el corazón de la piedra del mundo y el héroe lo persigue.

### Realidad
En la mitología fenicia y alguna más de Asia Menor, Baal era una de las divinidades más importantes de sus panteones, siendo el dios del rayo. Poco a poco, el nombre fue evolucionando y dependiendo de las culturas acabó convirtiéndose en nombres que representaban maldades y demonios como Belcebú.

## Mefisto

### Historia
Mefisto, el Señor del Odio, había sido encerrado en Kurast bajo el orbe impositor y había quedado custodiado por un consejo. Pero poco a poco Mefisto consiguió corromper a todo el consejo Zakarum excepto a uno, Khalim. A éste lo despedazaron siguiendo las órdenes de Mefisto y lo repartieron por todo Kurast con la esperanza de que nunca pudiese revelar la forma de llegar a Mefisto. Desde allí abajo gobernaba sobre el consejo Zakarum y estos acataban todas sus órdenes.
En cierto momento, Diablo y Baal llegan hasta él y celebran una reunión. En ella abren un portal hacia el Infierno y Diablo va a través de este para continuar sembrando el terror. Así deciden también que Mefisto será el que se quede custodiando el camino para impedir que algún mortal se dirija al Infierno tras él mientras que Baal se ocultara en el reino mortal disfrazado de hombre para iniciar la destrucción.

### Rol
Se encuentra en el Acto III, en Kurast. Para llegar hasta él hay que derrotar al consejo Zakarum y destruir el orbe impositor. La única manera de destruirlo es consiguiendo las reliquias de Khalim, su corazón, su ojo, su cerebro y su rompecabezas y juntarlas en el cubo horádrico para formar la Voluntad de Khalim. Es la única arma capaz de romper el orbe y permitir bajar hasta Mefisto. Luego de bajar los tres niveles de la Represión del Odio, te encontrarás en principio, con dos de los miembros del consejo Zakarum. Luego de matar a estos, seguirás hacia la parte trasera del subsuelo y te encontraras con el señor del odio. Una vez que Mefisto muera, se abrirá el camino hacia el infierno y a Diablo.

### Realidad
El nombre de este hermano está basado en la novela Fausto. En ella, Mefistófeles es símbolo del mal.